# Tevita Poasi Tupou
Tevita Poasi Tupou, dit Lord Tupou de Kolofoʻou, est un juge et ancien homme politique tongien.
Durant sa carrière politique, il fut Attorney General, ministre de la Justice et vice-premier ministre. Il a également été avocat. En juillet 2008, le roi George Tupou V lui conféra un titre de pair à vie, le nommant Lord juridique dans le tout nouveau Comité judiciaire du Conseil privé. Il devint ainsi l'une des trois premières personnes à se voir conférées un titre non-héréditaire au sein de la noblesse tongienne.